# Zella (stolica tytularna)
Zella (łac. Diocesis Zellensis) – diecezja historyczna w Cesarstwie rzymskim w prowincji Byzacena, współcześnie w Tunezji. Obecnie katolickie biskupstwo tytularne.

## Biskupi tytularni
| Lp. | Biskup            | Funkcja                         | Od               | Do             |
| --- | ----------------- | ------------------------------- | ---------------- | -------------- |
| 1   | Pranciškus Brazys | biskup dla emigracji litewskiej | 22 grudnia 1964  | 9 czerwca 1967 |
| 2   | Cesare Zacchi     | nuncjusz apostolski             | 16 września 1967 | 24 maja 1974   |
| 3   | Angelo Acerbi     | nuncjusz apostolski             | 22 czerwca 1974  | 7 grudnia 2024 |
| 4   | Samuele Sangalli  | urzędnik Kurii Rzymskiej        | 6 lutego 2025    |                |